# Valeur toxicologique de référence
 (mai 2013).
Si vous disposez d'ouvrages ou d'articles de référence ou si vous connaissez des sites web de qualité traitant du thème abordé ici, merci de compléter l'article en donnant les références utiles à sa vérifiabilité et en les liant à la section « Notes et références ».
Une Valeur Toxicologique de Référence (ou VTR) est un « indice toxicologique permettant de quantifier un risque pour la santé humaine ». C'est une valeur de référence sanitaire correspondant à « la relation existante entre la dose d'exposition et l'apparition probable d'un effet sanitaire lié à une exposition répétée allant de plusieurs jours à plusieurs années », pour la population générale. Elle est utilisée pour l'Évaluation Quantitative des Risques Sanitaires (EQRS), alors calculée sur la base d'études faites chez l’animal ou d’études épidémiologiques ; et elle intègre un facteur de sécurité pour protéger toute la population.
En France, la VTR est définie par l'ANSES - (Agence nationale de sécurité sanitaire de l'alimentation, de l'environnement et du travail) - comme « une appellation générique regroupant tous les types d'indice toxicologique qui permettent d'établir une relation entre une dose et un effet (toxique à seuil d'effet) ou entre une dose et une probabilité d'effet (toxique sans seuil d'effet). Les VTR sont spécifiques d’une durée d’exposition (aiguë, subchronique ou chronique), d’une voie d’exposition (orale ou respiratoire) et d’un type d’effet (reprotoxique, cancérogène,…). La construction des VTR diffère en fonction des connaissances ou des hypothèses formulées sur les mécanismes d’action des substances »,. Une note d’information (2014) de la Direction Générale de la Santé (DGS) N° DGS/EA1/DGPR/2014/307 du 31 octobre 2014 explique par substance chimique comment choisir les valeurs toxicologiques de référence pour conduire les évaluations des risques sanitaires (logigramme ; utiliser les VTR issues de l’INERIS est recommandé en France, notamment pour harmoniser l'action au niveau national.

## Spécificités
Les VTR sont spécifiques :
1. d’une durée d’exposition (aiguë, subchronique ou chronique)[1] ;
2. d’un type (interne/externe) et d'une voie d’exposition (orale, respiratoire, percutanée…)[1] ;
3. d’un type d’effet (effet à seuil ou effet sans seuil…)[1],[3].

## Exemples de VTR
Par exemple :
- la dose journalière admissible (DJA),
- la dose journalière tolérable (DJT),
- la dose hebdomadaire tolérable (DHT), etc.

## Exemples de valeurs sanitaires ouvaleurs-guides
Des valeurs sanitaires (ou valeurs-guides) sont établies à partir des VTR, dont par exemple :
- la limite de qualité pour l'eau potable (ou embouteillée destinée à la consommation humaine, EDCH),
- la limite maximale de résidus (LMR) pour les pesticides agricoles et médicaments vétérinaires,
- la limite de migration spécifique (LMS) pour les molécules et matériaux autorisés pour le contact alimentaire, etc.

## Valeur toxicologique de référence «à seuil de dose» ou «sans seuil de dose»
On parle de VTR « à seuil de dose » pour les substances qui provoquent, au-delà d'une certaine dose, des dommages dont la gravité est proportionnelle à la dose absorbée.
Les VTR « sans seuil de dose », quant à elles, concernent les substances pour lesquelles il existe une probabilité, même infime, qu'une seule molécule pénétrant dans un organisme puisse provoquer des effets néfastes à celui-ci.

## Qui établit les VTR et comment?
Les valeurs toxicologiques de référence (VTR) sont établies par des experts en chimie et toxicologues, à partir de la relation entre une dose externe d'exposition à une substance dangereuse et la survenue d'un effet néfaste, sur la base d'une approche structurée exigeante et soumise au jugement d’experts, par consensus, à partir des travaux publiés par des organismes de notoriété internationale (ex. : Agency for Toxic Substances and Disease Registry (ATSDR), l'Agence de protection de l'environnement des États-Unis, l'OMS, éventuellement complété par des agences de santé ou organismes tels que Santé Canada, RIVM et OEHHA

Elles sont mises à jour au fur et à mesure des progrès de la connaissance.
Les experts dans ce cadre passent par les étapes suivantes :
- choix de « l’effet critique » (reprotoxicité, cancérogénicité..) ;
- identification d'une « hypothèse de construction (à seuil ou sans seuil de dose) » selon les modes d’action et effets connus de la substance ;
- synthèse d'études de haute qualité scientifique afin de déterminer une relation dose-réponse ;
- « choix ou construction d’une dose critique à partir des doses expérimentales et/ou des données épidémiologiques ; éventuellement dans le cas d’une dose critique obtenue sur l’animal, ajuster cette dose à l’Homme » ;
- « application de facteurs d’incertitude à la dose critique pour tenir compte des incertitudes pour les VTR à seuil ou une extrapolation linéaire à l’origine à partir de la dose critique pour les VTR sans seuil ».

## Utilisations
On les trouve par exemple dans les fiches toxicologiques.
Les VTR permettent de réaliser des évaluations de risque sanitaire dans le cadre de la méthodologie française des sites et sols pollués. Elles permettent de calculer, en fonction des concentrations auxquelles sont exposées les personnes, de déterminer si les niveaux de risques sont supérieurs à la limite d'acceptabilité.

## Limites
Les VTR ne concernent que la molécule elle-même et rarement ses métabolites ou sous-produits de dégradation, ni les effets synergiques, alors que dans l'organisme et dans l'environnement, les phénomènes toxiques et écotoxiques mettent souvent en jeu de nombreuses synergies.